# المرحلة الخامسة في تصفيات آسيا لكأس العالم 2010
الدور الخامس من تصفيات قارة آسيا أقيم في 5 (عدد) و9 سبتمبر 2009 بين المنتخبين الذين احتلا المركز الثالث في مجموعتي الدور الرابع. تم إجراء قرعة لمن سيلعب أولا على أرضه في 2 يونيو 2009 أثناء انعقاد الدورة العمومية للاتحاد الدولي لكرة القدم في ناساو، البهاما.
الفائز في مجموع المباراتين سيتأهل إلى ملحق من مباراتي ذهاب وإياب ضد الفائز في تصفيات قارة أوقيانوسيا نيوزيلندا. الفائة في هاتين المباراتين سيتأهل إلى بطولة كأس العالم.
تحول الفائز مرتين خلال فترة الوقت المحتسب بدل الضائع في الشوط الثاني: وقبل الوقت المحتسب بدل الضائع، كانت النتيجة تعادل 1-1 وبالتالي كانت البحرين تتمتع بميزة احتساب قاعدة الأهداف المسجلة خارج الأرض. وفي الدقيقة الأولى من الوقت المحتسب بدل الضائع، حققت السعودية الأفضلية لذاتها من قبل حمد المنتشري. إلا أن هذا الأمر انعكس مرة أخرى من قبل البحريني إسماعيل عبد اللطيف في الدقيقة الثالثة من الزمن المحتسب بدل الضائع، فيما تقدمت البحرين من جراء الأهداف المسجلة على أرض الخصم.

## الطريق إلى المباراة الفاصلة
| الفريق       | لعب | ف | ت | خ | أ.له | أ.ع | أ.ف | نقاط |  | أستراليا | اليابان | البحرين | قطر | أوزبكستان |
| ------------ | --- | - | - | - | ---- | --- | --- | ---- |  | -------- | ------- | ------- | --- | --------- |
| أستراليا (Q) | 8   | 6 | 2 | 0 | 12   | 1   | +11 | 20   |  | —        | 2–1     | 2–0     | 4–0 | 2–0       |
| اليابان (Q)  | 8   | 4 | 3 | 1 | 11   | 6   | +5  | 15   |  | 0–0      | —       | 1–0     | 1–1 | 1–1       |
| البحرين (A)  | 8   | 3 | 1 | 4 | 6    | 8   | −2  | 10   |  | 0–1      | 2–3     | —       | 1–0 | 1–0       |
| قطر          | 8   | 1 | 3 | 4 | 5    | 14  | −9  | 6    |  | 0–0      | 0–3     | 1–1     | —   | 3–0       |
| أوزبكستان    | 8   | 1 | 1 | 6 | 5    | 10  | −5  | 4    |  | 0–1      | 0–1     | 0–1     | 4–0 | —         |

| الفريق                   | لعب | ف | ت | خ | أ.له | أ.ع | أ.ف | نقاط |  | كوريا الجنوبية | كوريا الشمالية | السعودية | إيران | الإمارات العربية المتحدة |
| ------------------------ | --- | - | - | - | ---- | --- | --- | ---- |  | -------------- | -------------- | -------- | ----- | ------------------------ |
| كوريا الجنوبية (Q)       | 8   | 4 | 4 | 0 | 12   | 4   | +8  | 16   |  | —              | 1–0            | 0–0      | 1–1   | 4–1                      |
| كوريا الشمالية (Q)       | 8   | 3 | 3 | 2 | 7    | 5   | +2  | 12   |  | 1–1            | —              | 1–0      | 0–0   | 2–0                      |
| السعودية (A)             | 8   | 3 | 3 | 2 | 8    | 8   | 0   | 12   |  | 0–2            | 0–0            | —        | 1–1   | 3–2                      |
| إيران                    | 8   | 2 | 5 | 1 | 8    | 7   | +1  | 11   |  | 1–1            | 2–1            | 1–2      | —     | 1–0                      |
| الإمارات العربية المتحدة | 8   | 0 | 1 | 7 | 6    | 17  | −11 | 1    |  | 0–2            | 1–2            | 1–2      | 1–1   | —                        |

## الدور الخامس
| البحرين | 0 – 0 | السعودية |
| ------- | ----- | -------- |
|         | تقرير |          |

| السعودية                               | 2 – 2 | البحرين                                 |
| -------------------------------------- | ----- | --------------------------------------- |
| ناصر الشمراني 13' · حمد المنتشري 90+1' | تقرير | جيسي جون 42' · إسماعيل عبد اللطيف 90+3' |

البحرين تتأهل للملحق القاري بنتيجة 2-2 بتسجيلها أهداف أكثر خارج أرضها.

## الهدافون
سجل 4 أهداف في مباراتين، بمعدل هدفين لكل مباراة.
هدف واحد
- جيسي جون
- إسماعيل عبد اللطيف
- ناصر الشمراني
- حمد المنتشري